# Jennifer Quiles
Jennifer Quiles (Londres, 1968-Barcelona, 2005) fue una periodista, escritora y activista lesbiana.
Autora del considerado como el primer manual de autoayuda para mujeres lesbianas y bisexuales editado en el Estado español, Más que amigas, dirigido no solo a mujeres que se sienten o se han sentido alguna vez atraídas por otras mujeres sino también "a todas la personas que sienten curiosidad por las relaciones afectivo-sexuales entre mujeres y quieren ampliar sus conocimientos por encima de tópicos e ideas erróneas".

## Vida y carrera profesional
Nacida en Londres (Inglaterra), dos años más tarde su familia se trasladó a vivir a Barcelona. Jennifer se licenció en Ciencias de la Información en la Universidad Autónoma de Barcelona (UAB) y estudió filología hispánica en la Universidad de Barcelona (UB). Inició su carrera periodística en una televisión local barcelonesa y en los diarios Avui y La Vanguardia. En 1992 empezó a trabajar en El Mundo Deportivo, donde estuvo más de una década. A partir del 2001 fue activa colaboradora de la revista Nosotras, la cual, junto a la revista Dos.dos., que fundó y dirigió, estaban destinadas eminentemente a mujeres lesbianas y bisexuales.
Formó parte de la Coordinadora Gai-Lesbiana de Cataluña y participó, con una ponencia, en las Primeras Jornadas Lésbicas de la FELGTB (Federación Estatal de Lesbianas, Gais, Transsexuales y Bisexuales) celebradas en Madrid en el 2003. En dicha ponencia reflexionó sobre los valores negativos que nuestra sociedad ha dado y da al hecho de ser mujer y de ser lesbiana, una ecuación negativa que es necesario y que es posible transformar, gracias al activismo y a la visibilidad. En la primavera del año 2002 publicó el libro Más que amigas, considerado el primer manual de autoayuda para mujeres lesbianas y bisexuales editado en el Estado español. Ha sido traducida al italiano. Ese mismo año se publica la obra colectiva Otras Voces, Jennifer  contribuye con el relato lésbico "Bajo las buganvillas".
Muere el 21 de marzo de 2005, a los 37 años, debido a un cáncer. Su madre, familia y editoras le tributaron un homenaje con la publicación póstuma de la novela Rápida Infernal, una obra inacabada, que también incluye tres relatos inéditos: "Fetiche", "Ven" e "Invertida". La novela es una trepidante historia de amor situada en el Oeste americano que nació inicialmente como fanfic de la serie televisiva Xena. Un estudio centrado en este libro analiza la contribución de la narrativa de Jennifer Quiles a normalizar la existencia lesbiana, a destruir el estigma trágico y a crear un sentimiento de comunidad.

## Legado
La importancia del legado de Jennifer Quiles se hace patente en el vídeo de homenaje que realizó la FELGTB, visible en la red, así como en la convocatoria, a partir del 2008, de los "premios a la visibilidad lésbica Jennifer Quiles" que creó dicha institución. Los primeros se entregaron en Sevilla y se concedió a Quiles el de lesbiana visible a título póstumo. El objetivo de estos premios, según la FELGTB, es el de premiar la visibilidad lésbica y homenajear a una de las promotoras del cambio de mentalidad en la población lesbiana respecto a la propia visibilidad.
También se le realizó un homenaje en diciembre del 2005 en el CCCB, en la actividad organizada por la asociación BarceDona+Cine VI ed. (16-18 diciembre).
Así mismo, se le ha dedicado un programa en Desconocidas&Fascinantes de InOutRadio, realizado por Isabel Franc, reconocida escritora y destacable activista lesbiana, que compartió amistad con Jennifer Quiles.
Tanto Jennifer Quiles como sus libros aparecen mencionados en numerosas páginas web, aunque sea con un breve comentario (por ejemplo: Editorial Egales, Librería Berkana, Ambiente G, LesbianLips...). Todas las referencias transmiten que fue una mujer accesible, llena de vitalidad y con un gran sentido del humor. Una mujer que contribuyó, con su militancia, savoir faire y publicaciones, a que innumerables mujeres, a quienes gustan las mujeres, se acepten y estén orgullosas de ser como son, luchando contra los complejos y falsos prejuicios.

## Obra publicada
- QUILES, Jennifer. Más que amigas. Colección Mujer tenías que ser. Plaza&Janés Editores. Barcelona, 2002, 366 pàgs. ISBN 84-01-37751-X. Hay una edición en italiano.[3]
- QUILES, Jennifer. "Bajo las buganvillas". VVAA: Otras Voces. Editorial Egales. Barcelona-Madrid, 2002, pàgs.175-188. ISBN 84-95346-36-2
- QUILES, Jennifer. Rápida Infernal. Editorial Egales. Barcelona-Madrid, 2006, 494 pàgs. ISBN 84-88052-01-4